# كول تشنار (قيلاب)
کول تشنار (بالفارسية: کول‌چنار) هي قرية تقع في قسم قيلاب الريفي، بمقاطعة أنديمشك التابعة لمحافظة خوزستان، إيران. يقدر عدد سكانها بـ 44 نسمة حسب الإحصاء السكاني الذي تمّ في عام 2006.